# Michaelskirche (Berkheim)

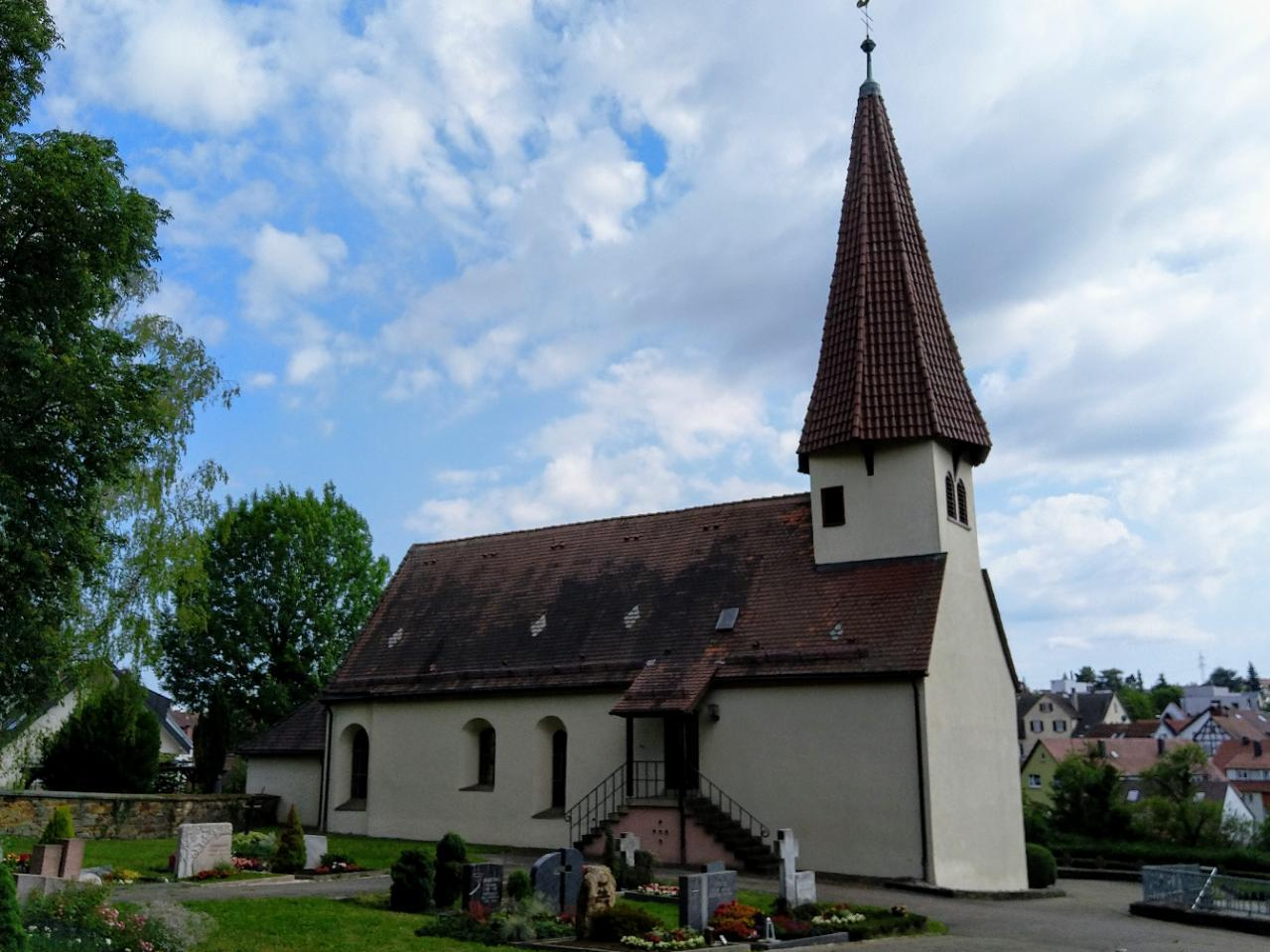
Michaelskirche in Berkheim

Die evangelische Michaelskirche, die ehemalige Pfarrkirche und heutige Friedhofskapelle, steht in Berkheim, einem Stadtteil der Großen Kreisstadt Esslingen am Neckar im Landkreis Esslingen in Baden-Württemberg. Das Bauwerk ist beim Landesamt für Denkmalpflege Baden-Württemberg als Baudenkmal eingetragen. Die Kirchengemeinde gehört zum Kirchenbezirk Esslingen der Evangelischen Landeskirche in Württemberg.

## Beschreibung
Die spätgotische Saalkirche besteht aus einem Langhaus und einem gleich breiten, dreiseitig geschlossenen Chor im Osten mit der östlich angebauten Sakristei. Aus dem Satteldach des Langhauses erhebt sich im Westen ein Giebelreiter, der den Glockenstuhl mit drei Kirchenglocken beherbergt, und der mit einem spitzen Helm bedeckt ist.
Das Altarretabel des Altars wurde von Hans Gottfried von Stockhausen gemalt. Die Orgel auf der Empore wurde 1841 von Gruol & Blessing gebaut.